# Воронюк, Владимир Дмитриевич
Владимир Дмитриевич Воронюк (2 января 1943, Чуднов, Житомирская область, Украинская ССР, СССР) — советский и украинский футболист и тренер. Является одним из рекордсменов черновицкой «Буковины» по количеству проведенных матчей и забитых голов.

## Игровая карьера
В футбол начинал играть в 1961 году в черновицкой «Буковине» в классе «Б» союзного чемпионата (Первая лига СССР). В 1966 году был приглашён в ивано-франковский «Спартак», в составе которого сыграл 40 матчей (9 голов) и вернулся в состав «Буковины», где на долгие годы закрепился в команде.
Неоднократно признавался лучшим бомбардиром клуба. В 1968 году стал с черновицкой командой серебряным призёром чемпионата УССР, а в 1972 году стал победителем в составе «Спартака». Всего за «Буковину» провёл более 400 матчей.

## Тренерская карьера
Тренерскую карьеру начинал также в Черновцах. Перед стартом 1980 сезона занял должность администратора команды «Буковина», на которой проработал более 10 лет работая с такими тренерами как: Борис Рассихин, Александр Павленко и Ефим Школьников. А с 1992 по 1993 год работал начальником команды. В 2000 году вернулся в «Буковину» в качестве тренера ДЮСШ.

## Достижения
В качестве игрока 
- Победитель чемпионата УССР (1): 1972
- Серебряный призёр чемпионата УССР (1): 1968

 В качестве тренера 

как помощник
- Победитель Второй лиги СССР (1): 1990
- Победитель чемпионата УССР (2): 1982, 1988
- Серебряный призёр чемпионата УССР (2): 1980, 1989